# Малый Вьюк (приток Нырмыча)
Малый Вьюк — река в России, протекает в Верхнекамском районе Кировской области. Устье реки находится в 27 км по правому берегу реки Нырмыч. Длина реки составляет 12 км.
Исток реки на Верхнекамской возвышенности в 5 км к западу от посёлка Рудничный. Река течёт на северо-восток, затем на северо-запад. Всё течение проходит по ненаселённому лесному массиву. Впадает в Нырмыч ниже посёлка Созимский.

## Данные водного реестра
По данным государственного водного реестра России относится к Камскому бассейновому округу, водохозяйственный участок реки — Кама от истока до водомерного поста у села Бондюг, речной подбассейн реки — бассейны притоков Камы до впадения Белой. Речной бассейн реки — Кама.
Код объекта в государственном водном реестре — 10010100112111100000986.